# NY Midnight Suite
NY Midnight Suite ist ein Jazzalbum von Dennis González NY Quartet. Die im August 2003 live und Ende November 2003 in The Studio, New York City entstandenen Aufnahmen erschienen 2004 auf Clean Feed Records.

## Hintergrund
Der texanische Trompeter Dennis González stellte 1999, nach mehreren Jahren der Abwesenheit von der Musikszene, mit seinen beiden Söhnen Stefan und Aaron ein Trio zusammen, mit dem die ersten Alben Home und Away From Home 2001/02 entstanden. 2003 wurde González von Dave Douglas und Roy Campbell angesprochen, nach New York zu kommen und bei einem Trompetenfestival im Veranstaltungsort Tonic aufzutreten. Zu den weiteren Teilnehmern gehörten Graham Haynes, Bill Dixon, Raphe Malik, Cuong Vu, Matt Lavelle, Lewis Barnes und andere. Die Band, die Gonzalez für diesen Abend zusammenstellte, bestand aus Ellery Eskelin (Saxophon), Mark Helias (Bass) und dem Schlagzeuger Michael T.A. Thompson. 35 Minuten dieses Auftritts wurden auf Band aufgenommen und bilden die drei Stücke in der zweiten Hälfte dieses Albums. Die andere Hälfte bildet die dreiteilige „NY Midnight Suite“, der in umgekehrter Reihenfolge präsentiert und im November 2003 in einem New Yorker Studio aufgenommen wurde.

## Titelliste
- Dennis González NY Quartet: NY Midnight Suite (Clean Feed CF020CD)[2]

1. NY Midnight Suite: Sketch the Wings of Midnight 11:51
2. NY Midnight Suite: Angels of the Dark Streets 14:52
3. NY Midnight Suite: Runaway Taxi Uptown 12:55
4. Hymn for the Elders 18:10
5. Dominant Fang 11:09
6. New Short Song 2:48

Die Kompositionen stammen von Dennis González.

## Rezeption
Die Kritiker Richard Cook und Brian Morton vergaben dem Album im Penguin Guide to Jazz dreieinhalb Sterne und schrieben, Eskelin klinge zwar nicht nach den offensichtlichsten Partner für Gonzalez, aber die beiden würden eine oft aufregende Kombination ergeben, und die dreiteilige Suite selbst erinnere angemessen an die Stadt, in der sie entstanden sei. Das Quartett-Idiom von González‘ frühen Album Stefan (1986) würde an einen neuen Ort und in eine neue Zeit versetzt, und mit viel von der alten Inspiration ausgestattet sein.

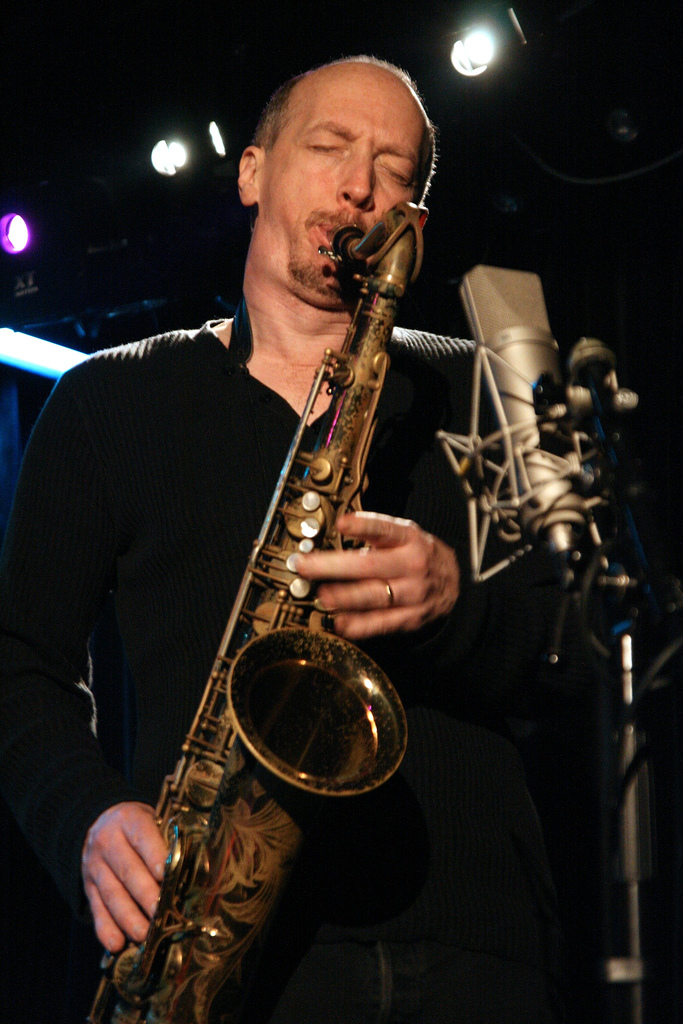
Ellery Eskelin (2007)

Thom Jurek verlieh dem Album in Allmusic vier Sterne und schrieb, zusammen beweisen die beiden Hälften [des Albums], dass ein Blitz tatsächlich zweimal einschlagen kann. Trotz all der „Out-Jazz“-Referenzen ihrer Teilnehmer betrachtet diese Band eine Ensemble-Atmosphäre, die nach dem Herzen der lyrischen Harmonie gräbt, egal wo sie zu finden ist, und der Zuhörer sei von Anfang bis Ende gefesselt. Die solide Unterstützung, die Helias und Thompson dem Wechselspiel zwischen den Hörnern gaben, sei bemerkenswert für ihre Geläufigkeit, Fluss und für ihr Engagement, die Musik auf Fahrt zu halten. Die Ehrerbietung und Bereitschaft der Bläser sei buchstäblich atemberaubend, stellenweise voller Seele und Feuer.
Nach Ansicht von Derek Taylor, der das Album in All About Jazz rezensierte, sei zwar Gonzalez nominell der Bandleader, der auch die Kompositionen für diese Session beisteuerte und seinen Namen der Band verleihe, aber sein egalitärer Ansatz mache diese Zusammenarbeit mit Eskelin, dem Bassisten Mark Helias und dem Schlagzeuger Mike Thompson, zu einer Unternehmung auf Augenhöhe. Zwar würden ein paar Segmente der Suite drohen auszuschweifen und auszufransen, aber der Großteil der Musik behalte eine beeindruckende Stichhaltigkeit und Fokussierung. Gonzalez und Eskelin würden ein besonders starkes Team bilden, in dem sich düstere, mitschwingende Phrasen des Saxophonisten mit den kühlen, himmelblauen Schlieren des akribischen Blechbläsers Gonzalez vermischten. Ihre Zusammenarbeit zeige eigene Stärke und Sensibilität.